# Hiodontiformes
Die Hiodontiformes sind eine Ordnung der Echten Knochenfische (Teleostei) die heute nur noch durch zwei Arten aus den Flüssen und Seen von Nordamerika östlich der Rocky Mountains vertreten ist, in der Kreidezeit und im Tertiär aber eine weitere Verbreitung über die nördliche Hemisphäre hatte und auch im westlichen Nordamerika, sowie in Ostasien vorkam.

## Merkmale
Die rezenten Hiodontiformes sind heringsähnliche Fische, die etwa einen halben Meter lang werden. Alle Hiodontiformes zeigen die folgenden diagnostischen Synapomorphien:
Die Hyomandibulare ist zweiköpfig. Ein spezieller Hautknochen („dermosphenotic bone“), der auf der Kopfoberseite hinter den Augenhöhlen liegt, ist Y-förmig. Das Operculum (Kiemendeckelknochen) hat die Form eines irregulären Parallelogramms. Der obere Arm der Posttemporale ist mehr als doppelt so lang wie der untere. Die Bauchflossen werden von sieben Flossenstrahlen gestützt.

## Gattungen
- † Plesiolycoptera (frühe Oberkreide, nordöstliches China)
- † Yanbiania (Unterkreide, nordöstliches China)
- Familie Hiodontidae
  - Hiodon (spätes Eozän bis heute, nordwestliches, mittleres und östliches Nordamerika)
    - Goldauge (Hiodon alosoides)
    - Mondauge (Hiodon tergisus)